# Roncus montsenyensis
Espèce
Roncus montsenyensis est une espèce de pseudoscorpions de la famille des Neobisiidae.

## Distribution
Cette espèce est endémique de Catalogne en Espagne. Elle se rencontre dans le parc naturel du Montseny.

## Description
Le mâle holotype mesure 1,94 mm, les mâles mesurent de 1,50 à 1,94 mm et les femelles de 1,42 à 2,04 mm.

## Étymologie
Son nom d'espèce, composé de montseny et du suffixe latin -ensis, « qui vit dans, qui habite », lui a été donné en référence au lieu de sa découverte, le parc naturel du Montseny.

## Publication originale
- Zaragoza & Šťáhlavský, 2007 : A new Roncus species (Pseudoscorpiones: Neobisiidae) from Montseny Natural Park (Catalonia, Spain), with remarks on karyology. Zootaxa, no 1693, p. 27-40.